# Werkwoordstapeling
Een werkwoordstapeling is een grammaticale constructie waarbij een aantal opeenvolgende werkwoorden, veelal in onbepaalde wijs, in één zin gegroepeerd staan. Vaak is een deel van de werkwoorden hulpwerkwoord of koppelwerkwoord.
Een voorbeeld met zeven werkwoorden is:
Ik zou jou weleens hebben willen zien durven blijven staan kijken.
In een bijzin komen alle werkwoordsvormen achter elkaar te staan; een ononderbroken reeks van elf werkwoordsvormen is mogelijk:
Hij zei dat ik mijn zoon zou hebben moeten mógen willen durven kunnen laten blijven staan kijken.
Van alle West-Germaanse talen kent alleen het Nederlands dit soort lange opeenhopingen. In het Duits staan nooit meer dan vier infinitieven achter elkaar. Het verschijnsel is echter zeker niet iets typisch Nederlands; in isolerende talen komen aaneenschakelingen van werkwoorden namelijk veel vaker voor, en daar hebben ze tevens meer dan één functie. Zie verder werkwoordserialisering.